# Tabanus regularis
Tabanus regularis är en tvåvingeart som beskrevs av Jaennicke 1866. Tabanus regularis ingår i släktet Tabanus och familjen bromsar. Inga underarter finns listade i Catalogue of Life.